# フリーステイト・スタジアム
フリーステイト・スタジアム（英語：Free State Stadium、アフリカーンス：Vrystaatstadion）は、南アフリカ共和国 フリーステイト州 マンガウング地方自治体（ブルームフォンテーン）にある球技場。命名権により、トヨタ・スタジアム（英語：Toyota Stadium）という。

## 概要
1995年のラグビーワールドカップ開催に向けて建設された。
2010年のFIFAワールドカップのスタジアムに決定されたことから改修工事を行い、収容能力を約40,000に拡大するとともに電光掲示板の設置などが行われた。

## 歴史
1995年に南アフリカ共和国で開催されたラグビーワールドカップで同スタジアムが会場となり、日本は同スタジアムで3戦戦ったものの、すべて敗戦。特に最終戦のニュージーランド（オールブラックス）には17-145のW杯記録となる歴史的惨敗を喫し、この試合は「ブルームフォンテーンの悪夢」と呼ばれている。
2010年に南アフリカ共和国で開催されたFIFAワールドカップでも同スタジアムが会場となり、日本がカメルーンと6月14日の初戦で対戦し、1-0で日本が勝利した。